# RS-68 (raketmotor)
Rocket System 68 eller RS-68 är en raketmotor som tillverkas av Rocketdyne. Den är den största raketmotorn som förbränner flytande väte och flytande syre. RS-68 används av Delta IV-raketens första steg. En version av raketmotorn planerades även att användas av Ares V-raketens förstasteg.
Utvecklingen av raketmotorn startade 1998 och den gjorde sin första flygning i november 2002.

## Versioner

### RS-68A
2012 gjordes den första flygningen av en förbättrad version av raketmotorn, kallad RS-68A.

### RS-68B
Ytterligare en vidareutveckling av raketmotorn kallad RS-68B föreslogs till NASA:s Ares V-raket. Varken raketen eller den modifierade raketmotorn lämnade ritbordet.